# Patagonotothen brevicauda brevicauda
Patagonotothen brevicauda brevicauda és una subespècie de peix pertanyent a la família dels nototènids. Pot arribar a fer 23 cm de llargària màxima. És un peix d'aigua marina, demersal i de clima temperat (28°S-55°S). Es troba al Pacífic sud-oriental i l'Atlàntic sud-occidental: la Terra del Foc (incloent-hi l'estret de Magallanes i el canal de Beagle) i les illes Malvines. És inofensiu per als humans i consumit com a aliment.